# 宮城県石巻好文館高等学校
宮城県石巻好文館高等学校（みやぎけん いしのまきこうぶんかんこうとうがっこう）は、宮城県石巻市貞山三丁目にある県立高等学校である。2005年度（平成17年度）まで宮城県石巻女子高等学校という女子高であったが、2006年度（平成18年度）より現在の校名となり、男女共学となっている。

## 設置学科
- 全日制課程
  - 普通科

## 進路
- ほとんどが大学や各種学校への進学で私立の4年制大学への進学率が高い。国公立の4年制大学も10～20人が進学している。

## 部活動
- 運動部
  - 男子バスケットボール、女子バスケットボール、陸上競技、ソフトテニス、男子バレーボール、女子バレーボール、卓球、ソフトボール、水泳、剣道、弓道、空手道、硬式野球、チアリーディング
- 文化部
  - 音楽、マンドリン、美術、家庭生活、書道、珠算、写真、吹奏楽
- 同好会
  - 科学、茶道、読書、ワンダーフォーゲル、ESS、文芸、JRC

## 交通
- JR仙石線陸前山下駅より徒歩約15分

## 沿革
- 1911年（明治44年） - 石巻町立石巻実科高等女学校として開校
- 1916年（大正5年） - 牡鹿郡立石巻実科高等女学校に名称変更、のちに牡鹿郡石巻実科高等女学校に変更
- 1921年（大正10年） - 宮城県石巻高等女学校に名称変更
- 1946年（昭和21年） - 学制改革により宮城県石巻女子高等学校に名称変更
- 2005年（平成17年） - 定時制課程の生徒募集停止（定時制課程は2008年閉講）
- 2006年（平成18年） - 宮城県石巻好文館高等学校に名称変更。同時に男女共学となる
- 2006年（平成18年）10月 - 石巻市内の高校で唯一の履修不足が発覚、説明会が行われた
- 2008年（平成20年） - 硬式野球部（同好会）が発足。夏の甲子園予選大会に初めて出場する
- 2010年（平成22年） - 単位制に移行

## 著名な卒業生
（旧）石巻女子高校
- 鈴鹿景子（女優）
- 平塚裕子（ナレーター）
- 吉田潤（野球選手）
- 高城みつ（声優）